# Glacho Sacharowi
Glacho Sacharowi (georgisch გლახო ზახაროვი Glacho Sacharowi / armenisch Գլախո Զաքարյան Glacho Sakarjan / russisch Глахо Сахаров Glacho Sacharow; * 26. Februar 1903 in Tiflis, Russisches Kaiserreich; † 1992) war ein sowjetisch-georgischer Sänger.

## Leben
Sacharowi sang ab 1926 orientalische und georgische Lieder bei Tifliser Arbeiterklubs. Ab 1930 war er Solist beim Gesangs- und Tanzensembles des Tifliser Eisenbahnerarbeiterklub und ab 1934 Solist des Ensemble „Bergadler“. 1936 gehörte er zu einer Gruppe nach Moskau geladener Künstler Georgiens. Seit 1939 war er Solist des orientalischen Orchesters beim Georgischen Gesang- und Tanzensembles. 1939 bis 1940 war er Mitglied des Gesangs- und Tanzensembles im Moskauer Frunse-Klub unter der Leitung von I. Suchischwili. Ab 1943 leitete er das Sanitäter-Ensemble. Er trat im armenischen Fernsehfilm Sayat Nova (1960) auf und sang dort Sayat Novas Komposition „Du warst immer weise“ (armenisch Դուն էն գլխեն իմաստունիս).
Er war Bruder von Sergo Sacharowi (Volkskünstlers der UdSSR, Verdienter Künstler der Armenischen SSR und Verdienter Künstler der Georgischen SSR).

## Auszeichnungen
- Volkskünstler der UdSSR (1967)

- Verdienter Künstler der Georgischen SSR (1985)

### Weiterführende Informationen
- Eintrag Glacho Sacharowi im Biographischen Lexikon Georgiens(georgisch)
- Discogs-Eintrag zu Glacho Sacharowi

### Aufnahmen Sacharows
- Interpretation Sacharows von Դուն էն գլխեն իմաստունիս [Dun en glkhen imastunis] (Du warst immer weise), (Komposition Sayat Nova), aus dem Fernsehfilm Sayat Nova (1960)
- Interpretation Sacharows von Դուն էն գլխեն իմաստունիս [Dun en glkhen imastunis] (Du warst immer weise), (Komposition Sayat Nova), etwa 1960er Jahre
- Interpretation Sacharows eines unidentifizierten Liedes, etwa 1970er Jahre
- Interpretation Sacharows von Դուն էն գլխեն իմաստունիս [Dun en glkhen imastunis] (Du warst immer weise), 1980er oder 1990er Jahre
- Interpretation Sacharows von Երազիս մեջ դուռս զարկին [Yerazis mej durrs zarkin], (Komposition Armen Mandakunian, Text Stjepan Wardanjan) und [Dards laceq], 1980er oder 1990er Jahre

| Personendaten    | Personendaten                                                                         |
| ---------------- | ------------------------------------------------------------------------------------- |
| NAME             | Sacharowi, Glacho                                                                     |
| ALTERNATIVNAMEN  | ზახაროვი, გლახო; Sakarjan, Glacho; Сахаров, Глахо; Sacharow, Glacho; Sakharov, Glakho |
| KURZBESCHREIBUNG | georgischer Sänger                                                                    |
| GEBURTSDATUM     | 26. Februar 1903                                                                      |
| GEBURTSORT       | Tiflis, Georgien                                                                      |
| STERBEDATUM      | 1992                                                                                  |